# هاراجوكو

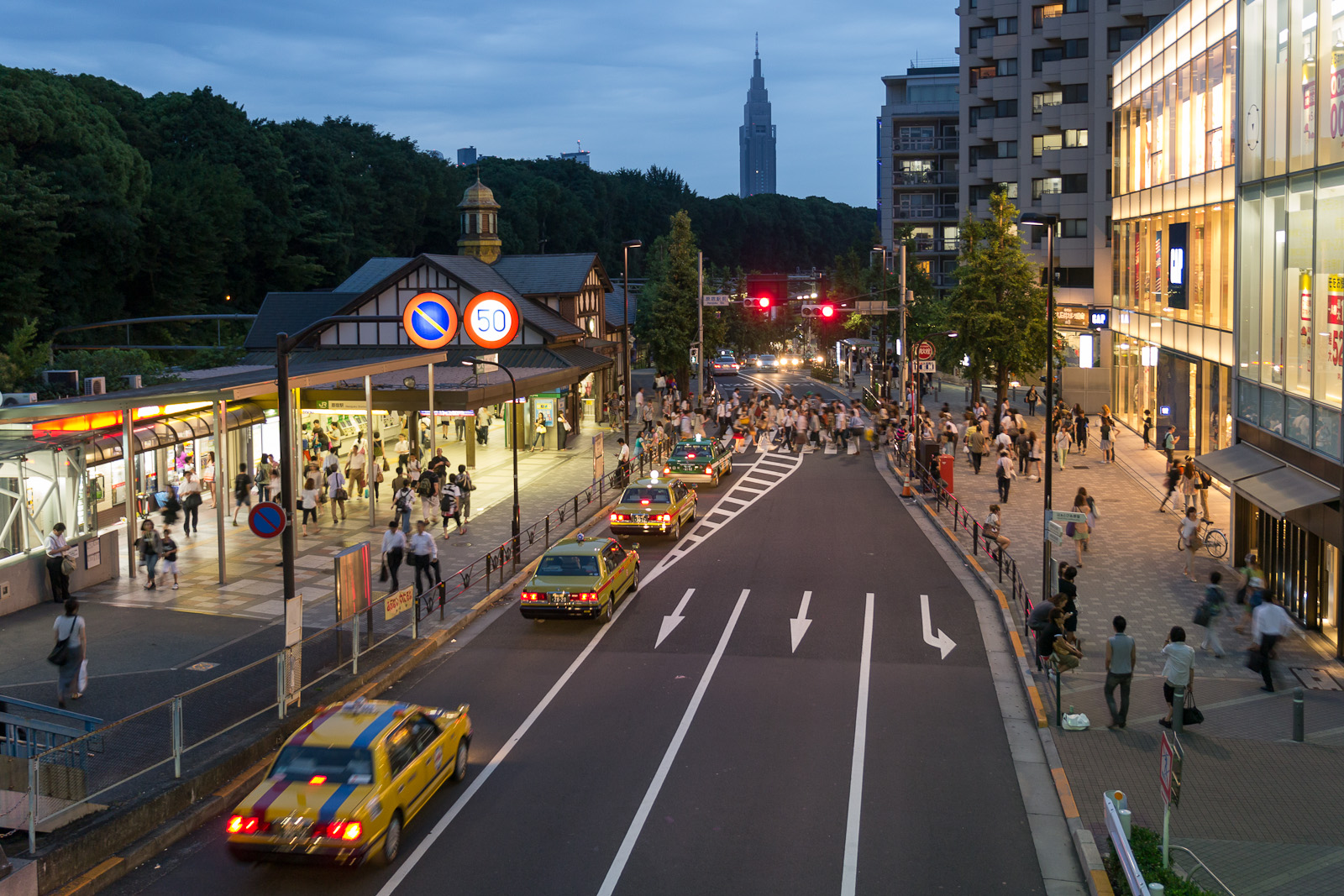
محطة قطار جي أر هاراجوكو (يسار)، وميجي جينغو في الخلف

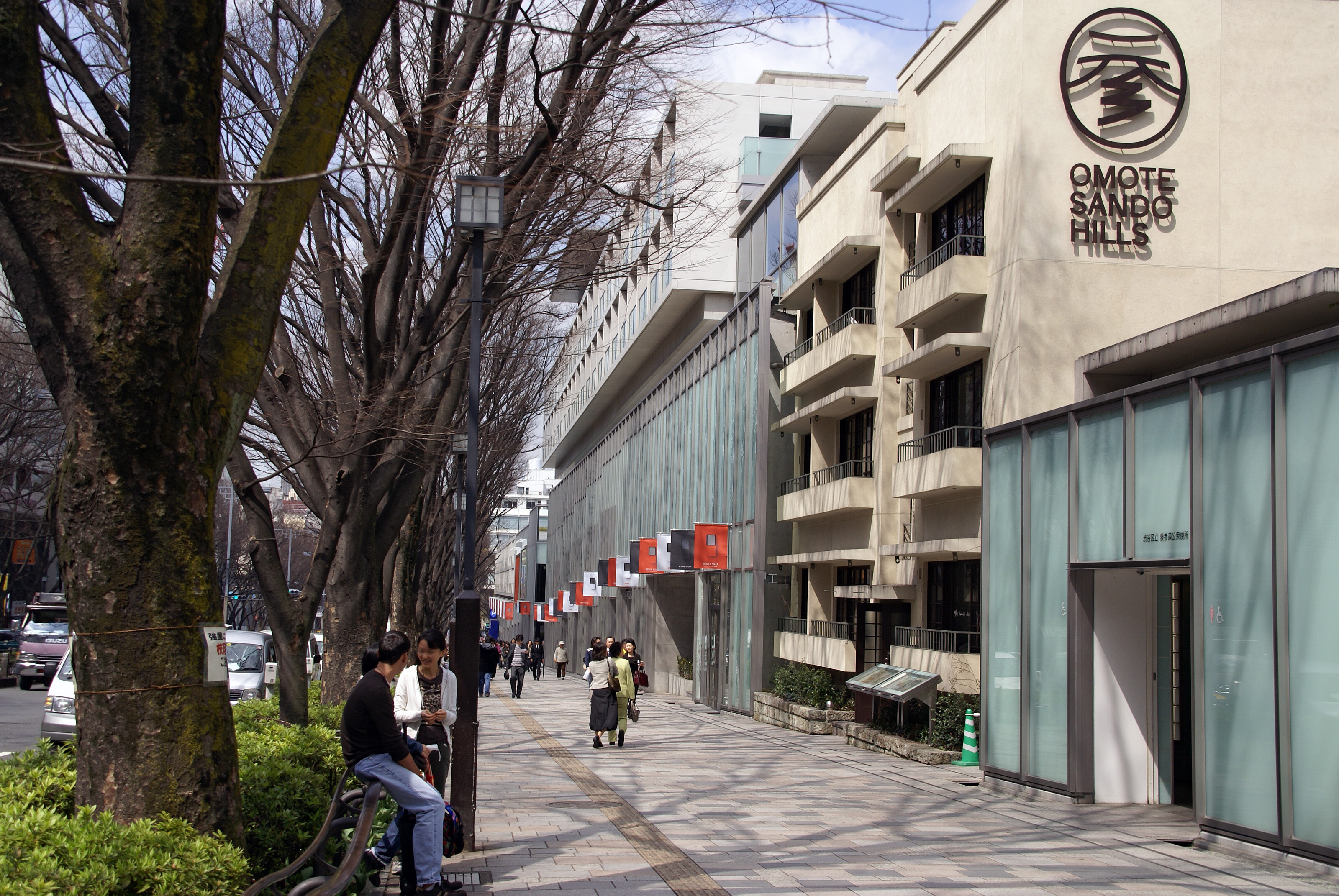
أوموتيساندو هيلز، جينغوماي

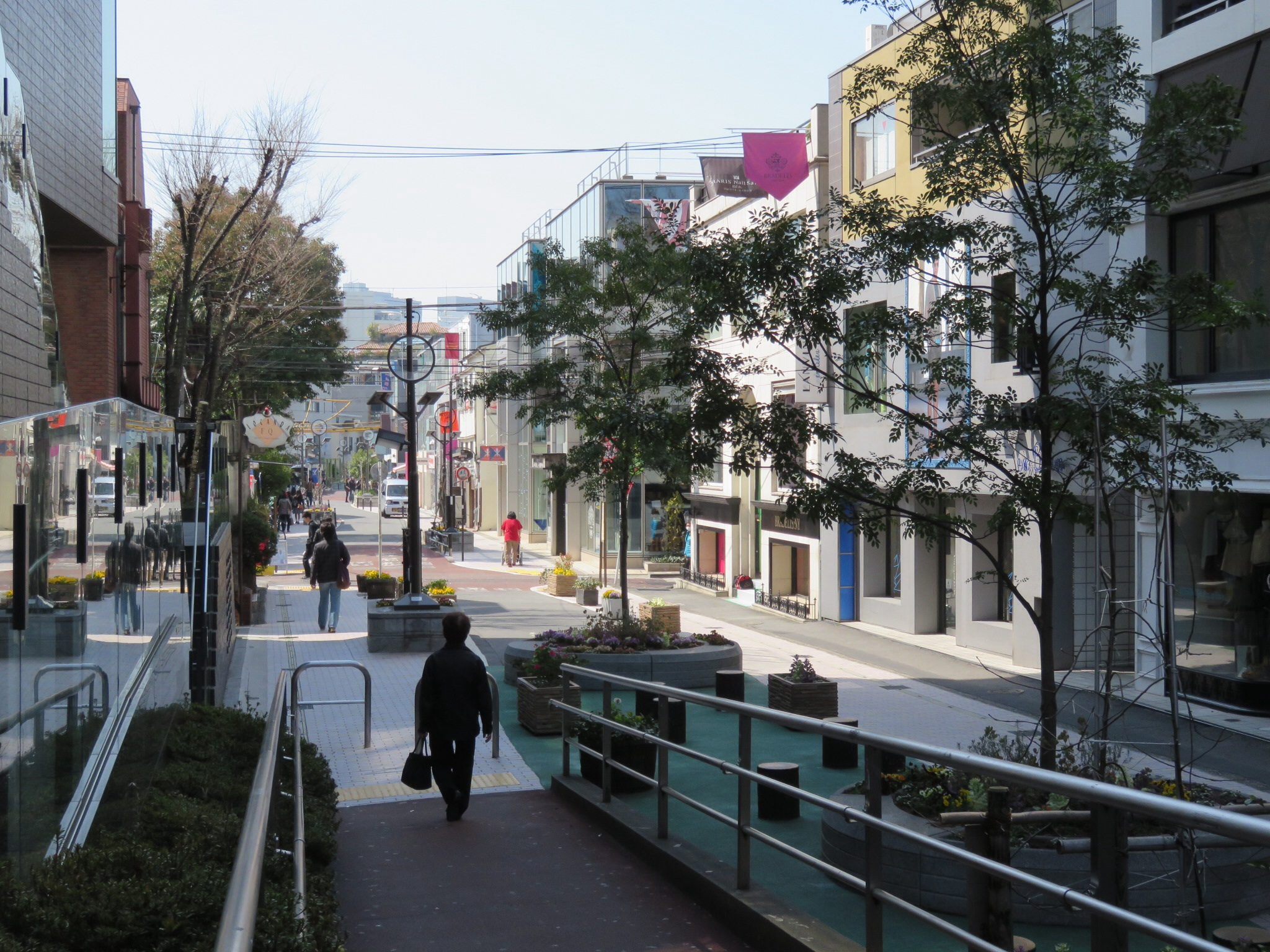
شارع كات،أورا-هاراجوكو

هاراجوكو (باليابانية:原宿) هو حي في شيبويا في طوكيو في اليابان.

## المعالم السياحية والمعالم المحلية

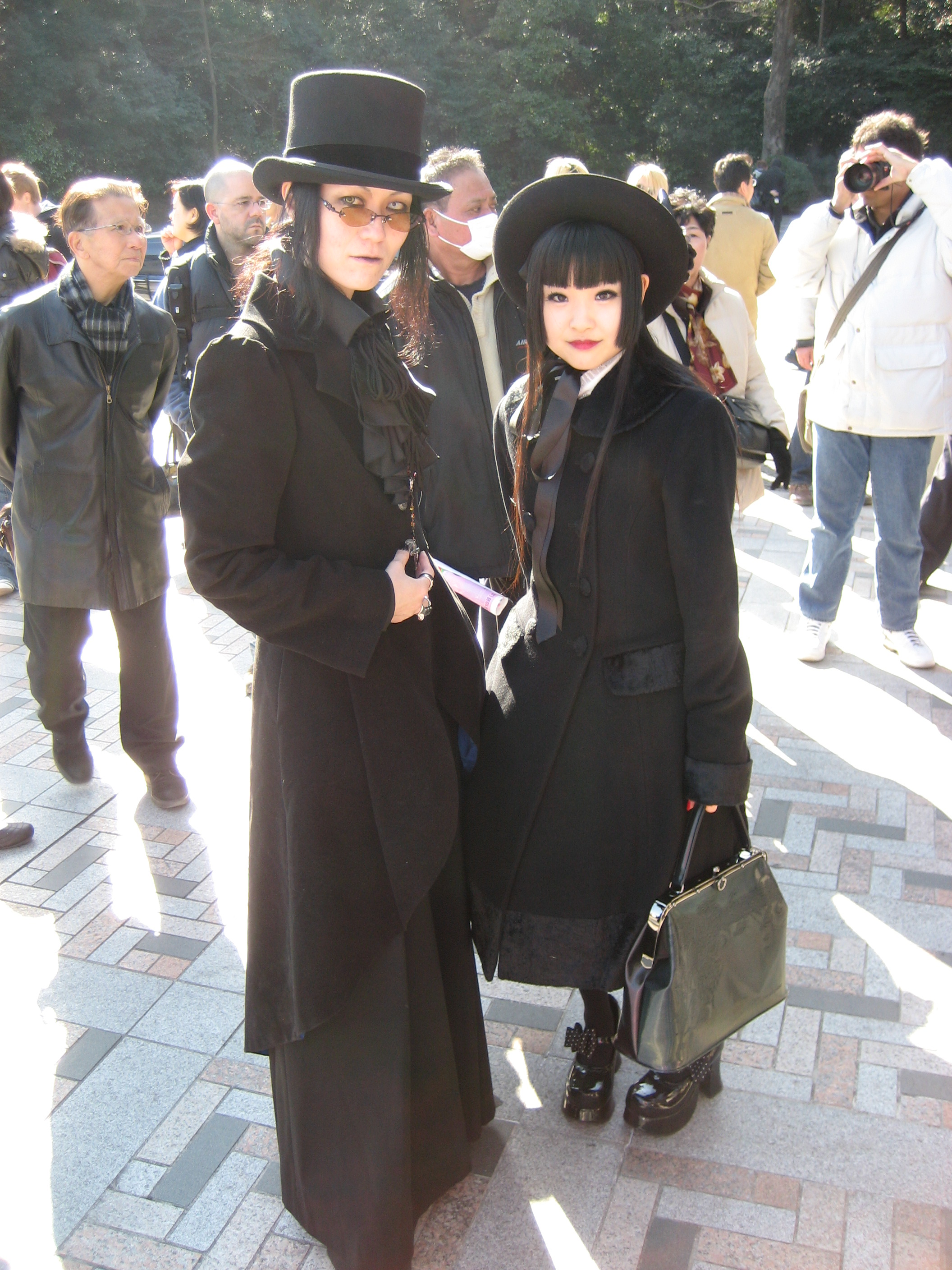
مفهوم لوليتا قوطية وأرستقراطي في معرض جينغو باشي في عام 2007

هاراجوكو هي وجهة أزياء وتجارة التجزئة بحد ذاتها، ولكن لا تزال تكسب سمعتها الكبيرة على نطاق واسع كمكان تجمع لمحبي وهواة أزياء الشارع الياباني والثقافات الفرعية المرتبطة به. جينغو باشي، جسر المشاة بين محطة هاراجوكو ‏ ومدخل ضريح ميجي يستخدك كمكان تجمع يوم الأحد لعرض بعض الأساليب الأكثر مسرحية.
معالم أخرى محلية:
- ميجي جينغو ضريح شنتو كبير.
- حديقة يويوغي
- ملعب يويوغي الوطني الساحة الرياضية التي صممهاكينزو تانج لإستضافة حدث السباحة والغوص في دورة الألعاب الاولمبية الصيفية 1964.
- أوموته-ساندو
- شارع تاكيشيتا
- أورا-هاراجوكو
- لافوريت هاراجوكو

[[أوموتيساندو هيلز 
|أوموتيساندو هيلز 
]] ‏ضريح توغو
- متحف أوتا التذكاري للفنون  [لغات أخرى]‏
- متحف نازو

## مباني تاريخية سابقة

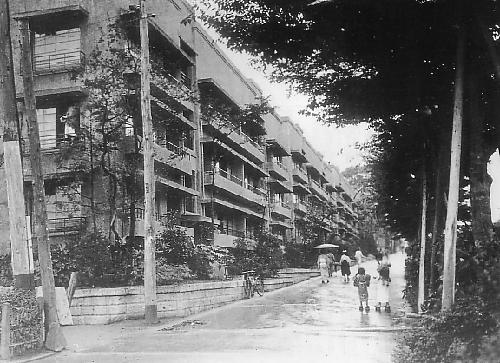
شقق دوجونكاي في أوموته-ساندو

- شقق دوجونكاي 1927, إستبدلت سنة 2005 من قبل تاداو أندو لتصميم  أوموتيساندو هيلز  [لغات أخرى]‏.
- قصر فرنسا
- مكتب كوكودو الرئيسي
- شقق هاراجوكو سنترال (هدم)
- مبنى هاناي موري (هدم)
- أوموتيساندو فيفر
- متجر الأم والطفل ومتجر هاراجوكو كاريلون (الآن فوريفر21)

## المواصلات

### السكة الحديدة
- محطة هاراجوكو (جي أر خط يامانوته الغربي)
- ميجي-جينغوماي محطة "هاراجوكو"  [لغات أخرى]‏ (مترو طوكيو خط تشيودا  [لغات أخرى]‏، مترو طوكيو خط فوكوتوشين  [لغات أخرى]‏)

### الطرق
- شارغ ميجي
- شارع أوموتيساندو
- شارع غاين-نيشي

## وصلات خارجية
- - ويكيميديا
- Harajuku photos and guide
- Japan-guide: Harajuku

إحداثيات: 35°40′13″N 139°42′10″E / 35.670162°N 139.70269°E
‌